# Mustasaari (ö i Finland, Norra Savolax, Kuopio, lat 63,25, long 28,11)
Mustasaari är en ö i Finland. Den ligger i sjön Syväri och i kommunen Kuopio i den ekonomiska regionen  Kuopio ekonomiska region  och landskapet Norra Savolax, i den centrala delen av landet, 400 km nordost om huvudstaden Helsingfors. Öns area är 9,8 hektar och dess största längd är 0,6 kilometer i nord-sydlig riktning.